# Joseph Eduard Konrad Bischoff

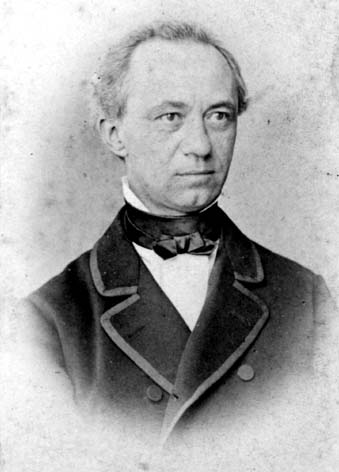
Joseph Eduard Konrad Bischoff um 1870

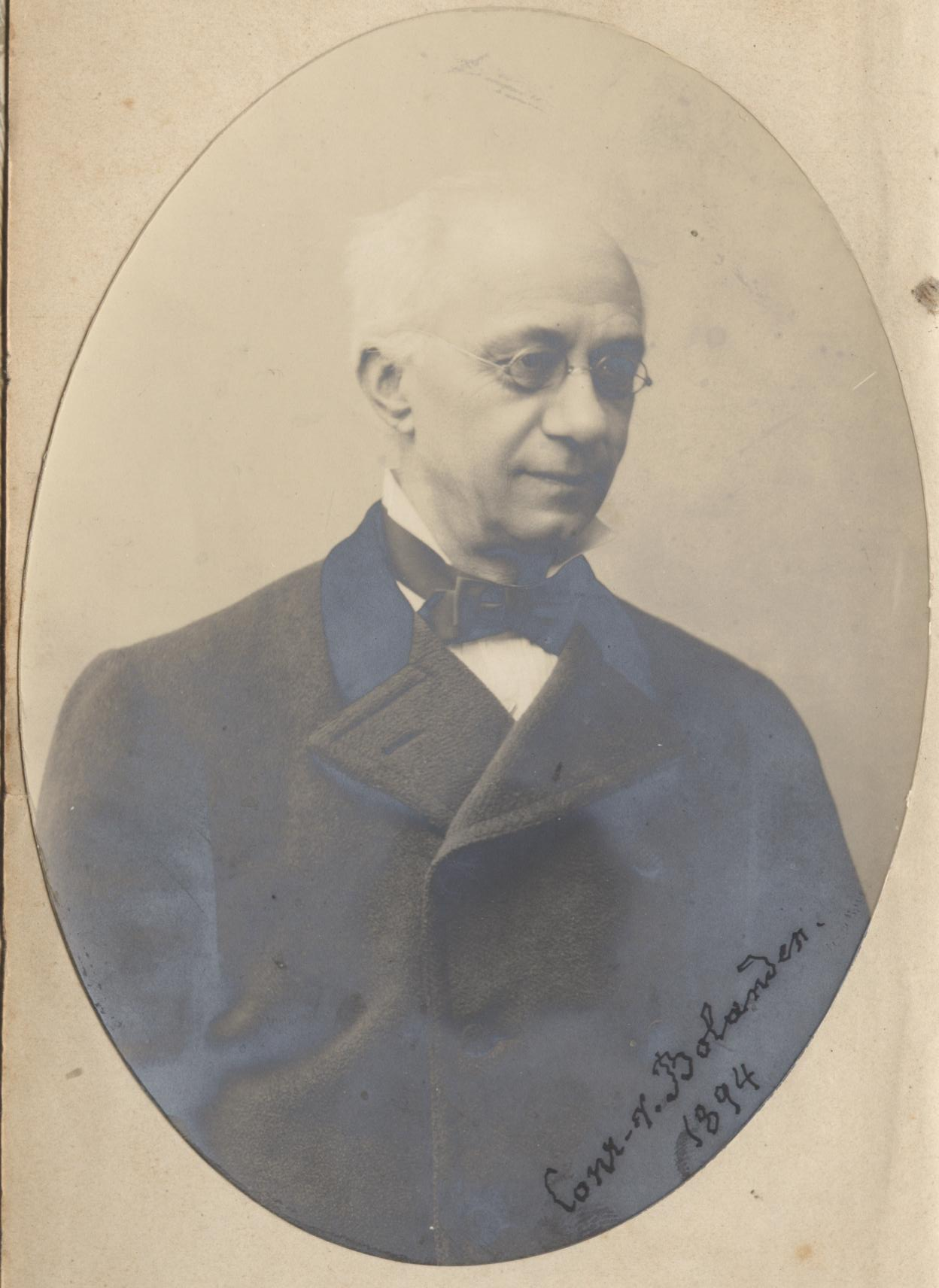
Joseph Eduard Konrad Bischoff, alias Conrad von
Bolanden, Originalphoto mit Unterschrift, 1894

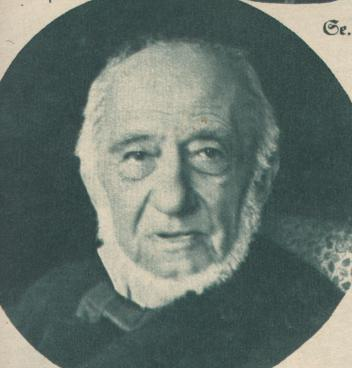
Joseph Eduard Konrad Bischoff im hohen Alter, ca. 1919

Joseph Eduard Konrad Bischoff (* 9. August 1828 in Niedergailbach, Saarpfalz; † 30. Mai 1920 in Speyer) war Priester der Diözese Speyer und zu seiner Zeit unter dem Pseudonym Conrad von Bolanden ein sehr bekannter deutscher Schriftsteller.

## Leben
Er wurde am 9. August 1828 im saarpfälzischen Niedergailbach als Sohn des wohlhabenden Händlers Gerhard Bischoff und seiner Frau Clara geb. Lonquet geboren. Der Junge besuchte die Lateinschule in Blieskastel. Die Familie zog um nach Fischbach bei Dahn und Pfarrer Peter Zimmermann von Schönau erteilte ihm den ersten Lateinunterricht. Ab 1841 ging Bischoff ins Gymnasium zu Speyer und studierte schließlich von 1849 an in München. Am 20. August 1852 empfing er im Speyerer Dom die Priesterweihe aus der Hand von Bischof Nikolaus von Weis. Zunächst Domkaplan in Speyer, amtierte der Geistliche dann als Pfarrverweser in Kirchheimbolanden, als Pfarrer im nordpfälzischen Börrstadt und ab 1859 als Pfarrer von Berghausen bei Speyer.
Schon früh fing er an, sich mit der Schriftstellerei zu befassen und schrieb unter dem Pseudonym „Conrad von Bolanden“ (nach Burg und Ort Bolanden) historische Romane und Erzählungen, die einen dezidiert katholischen Standpunkt vertraten. Auch in den Kulturkampf und das politische Tagesgeschehen griff der Priester mit seinen Werken immer wieder ein, was heftige Kampagnen gegen ihn auslöste.
Seine Bücher wurden zeitweise in Preußen verboten, und Bischof von Weis war nicht recht glücklich mit seinem zwar berühmten, aber doch auch von der öffentlichen Meinung stark angegriffenen Priesterschriftsteller, der die gesamte Diözese zur Zielscheibe machte. Er stellte ihn schließlich vor die Alternative, das Schreiben aufzugeben und sich nur noch seinen priesterlichen Obliegenheiten zu widmen oder sich in den Ruhestand versetzen zu lassen und nur noch der Schriftstellerei zu leben.

Joseph Eduard Bischoff fühlte sich verpflichtet, dem Katholizismus in Deutschland das „scharfe und gefürchtete Schwert“ seiner Feder zu erhalten, und wählte 1869 das Letztere. Schwert und Feder sind auch oftmals in Wappenform auf den Buchdeckeln von Bischoffs Büchern aufgeprägt. 

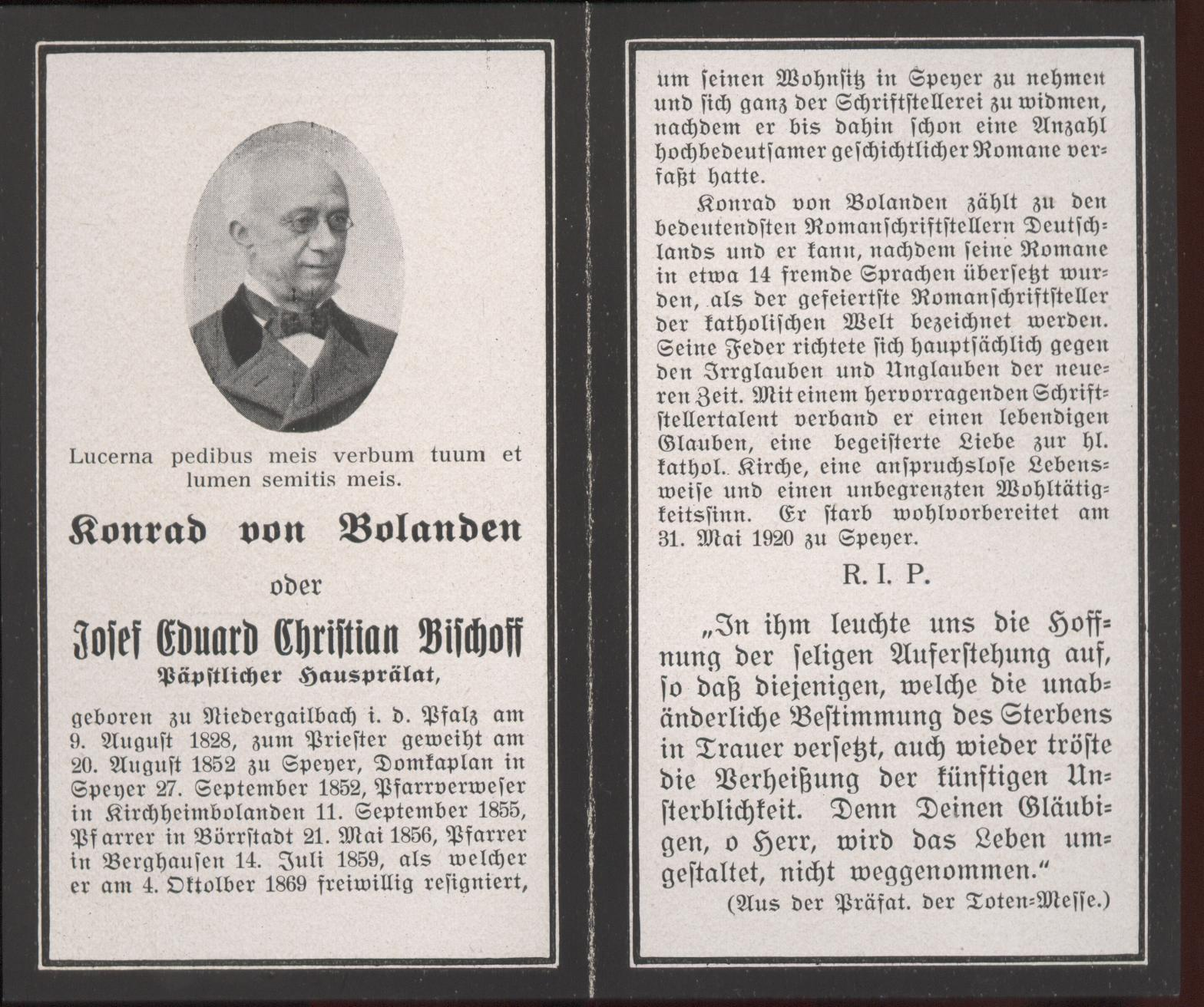
Sterbebildchen Conrad von Bolanden, 1920

 Als Ruheständler und Schriftsteller war er vom Tragen geistlicher Kleidung dispensiert, weshalb er in seinen Büchern immer wieder so dargestellt ist, um sie nicht unnötig klerikal erscheinen zu lassen. Papst Pius IX. zeichnete ihn mit dem Ehrentitel eines Päpstlichen Geheimkämmerers aus.
Er schrieb mehr als 60 Romane und Erzählungen, meist zur heimatlichen Kirchengeschichte, die eine immense Auflage erlebten und in bis zu 14 Sprachen übersetzt wurden. Es war im ausgehenden 19. Jahrhundert ein von „Freund und Feind“ rege diskutiertes und kommentiertes Ereignis, wenn wieder ein „neuer Bolanden“ erschien. Das Sterbebildchen bezeichnet ihn gar als den "gefeiertsten Romanschriftsteller der katholischen Welt".
Bischoff – auch erster geistlicher Autofahrer des Bistums – starb hochbetagt, am 30. Mai 1920, in Speyer. Den verlorenen Ersten Weltkrieg empfand er als verdientes Strafgericht für den aufgeblasenen Nationalismus des Hohenzollernstaates. Er liegt auf dem Friedhof Speyer begraben, in seinem Geburtsort ist eine Straße nach ihm benannt.

## Werk
Meyers Konversationslexikon, 4. Auflage, von 1888–1890, konstatiert: „Bischoff hat in kurzer Zeit eine ungemeine Fruchtbarkeit entwickelt und in den katholischen Kreisen Europas Aufsehen erregt.“ Die weitere Wertung erfolgt allerdings in dem etwas einseitig, noch deutlich vom Kulturkampf geprägten Sprachjargon der damaligen Zeit: „Seine zum Teil vielfach aufgelegten Werke, teils historischen, teils sozialen Inhalts, haben stark ausgesprochen ultramontane Tendenzen und richten sich schroff gegen den Protestantismus und überhaupt gegen jede freiheitliche und vernünftige Entwicklung in Kirche und Staat, Leben und Wissenschaft.“

Wesentlich ausgewogener urteilt 40 Jahre später Dr. Anselm Salzer in seiner Geschichte der Deutschen Literatur (Band III, S. 1461, Ausgabe von 1927):

„…Bolanden setzte sich andere Ziele; seine Muse reihte sich den streitbaren Musen an, deren Zahl in den 70er und 80er Jahren (des 19. Jahrhunderts) Legion waren. Was da vom Dorfpoeten angefangen, bis hinauf zu den literarischen Tonangebern, gegen Rom und für Germanien, von deutscher Art und deutschem Blut gesungen und gesagt wurde, wieviel Gereimtes und Ungereimtes auf den deutschen Bühnen ertönte, was Meißel Stift, Pinsel und Grabstichel schufen, was in leichten Novellen und faltenreichem Romankleide zu Kampfe auszog oder den Saiten der Lyra entklang – wer könnte das heutzutage noch alles überschauen? Und all dieses fand Beifall und ward – falls es den Gesetzen der Kunst nur halbwegs entsprach – als Meisterwerk gepriesen. Und da soll man es Bolanden übel nehmen und seine Werke einfach als „Tendenzschriften“ abweisen, nur weil er in seinen Werken in gleicher Art und Weise einmal für Rom zu kämpfen wagte und dazu die Musen zu Hilfe rief?“

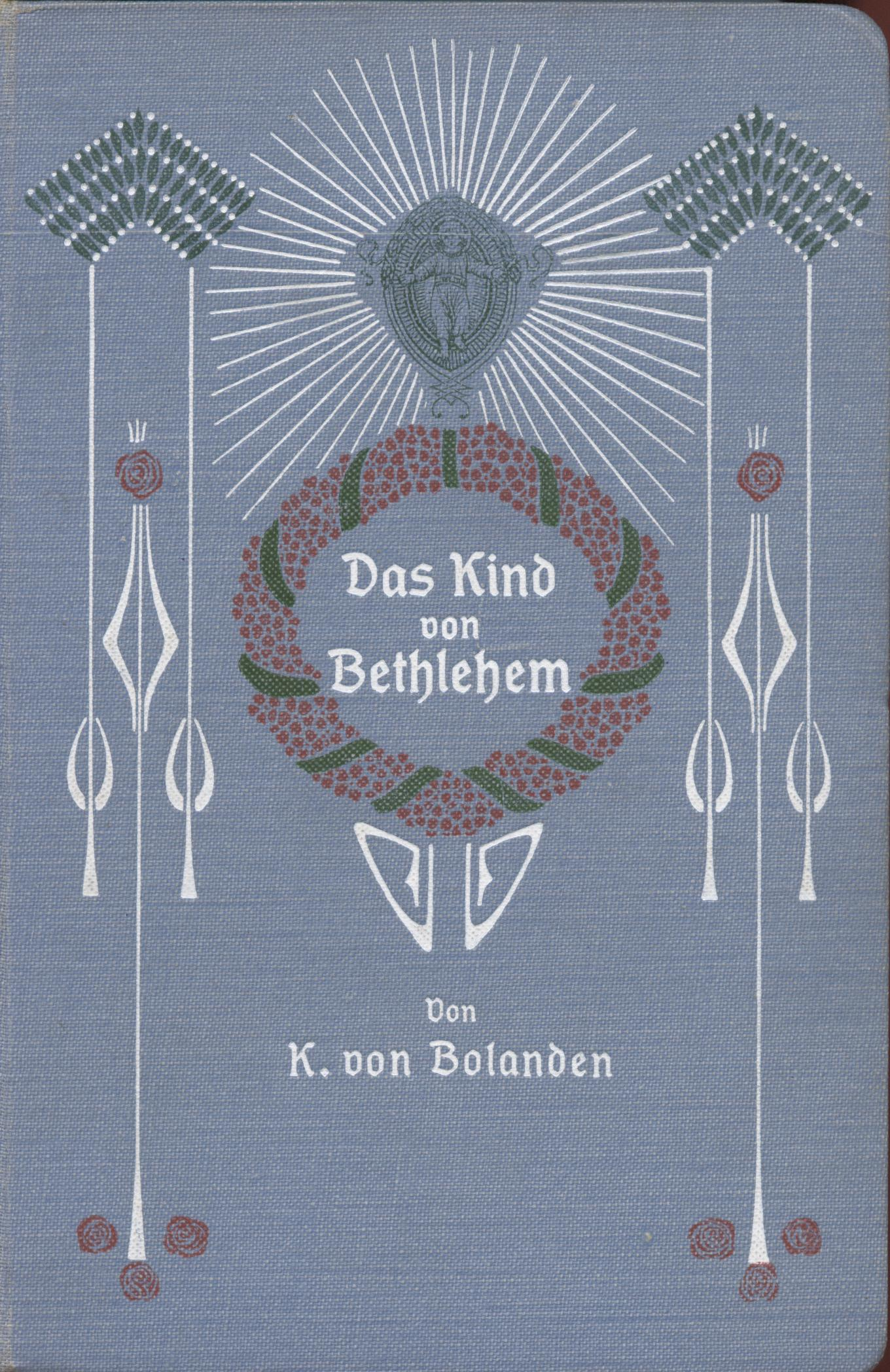
Conrad von Bolanden, "Das Kind von Bethlehem" Jugendstileinband

Bischoffs Werke sind nicht alle von gleicher Güte, haben jedoch immer fundierte Quellenangaben und lesen sich stets unterhaltsam. Naturgemäß wählte er als dezidiert katholischer Schriftsteller, der mit seinen Werken gegen den übermächtigen Zeitgeist ankämpfen wollte, hauptsächlich solche Quellen aus, die sein Anliegen unterstützten; andere ließ er teils unberücksichtigt. Dennoch hat er sich stets bemüht, wahrheitsgetreue Schilderungen abzugeben. Joseph Eduard Bischoff – alias Conrad von Bolanden – formuliert im Vorwort zu seinem ersten Roman „Eine Brautfahrt“ seine Absichten in eigenen Worten: 

„Nicht wie die Phantasie sie schafft, willkürlich, nebelhaft, schwärmerisch, überhaupt erdichtet, dürfen Thatsachen und Gestalten der Vorzeit im historischen Romane vor unsere Anschauung gebracht werden. Nur so, wie sie wirklich gewesen und gelebt, nach den Zeugnissen und Urkunden, rein und farbenklar nachgemalt und nachgedichtet, in dem von ihrem Geist durchdrungenen Geiste des Schriftstellers, in ihrem eigenthümlichen Wesen und Walten vollkommen wiedererweckt und gleichsam lebendig geworden – nur so sollen die Dinge und Personen vergangener Tage vor unsere Seele treten. Es soll des Dichters Wort, wie der Pinsel des Historien-Malers und der Beweis des Geschichtsforschers – wie verschieden auch bei jeglichem die Form der Darstellung sein mag – dennoch ein und dasselbe Ereignis übereinstimmend darbieten, das treue Bild jener Ereignisse und Zustände.“

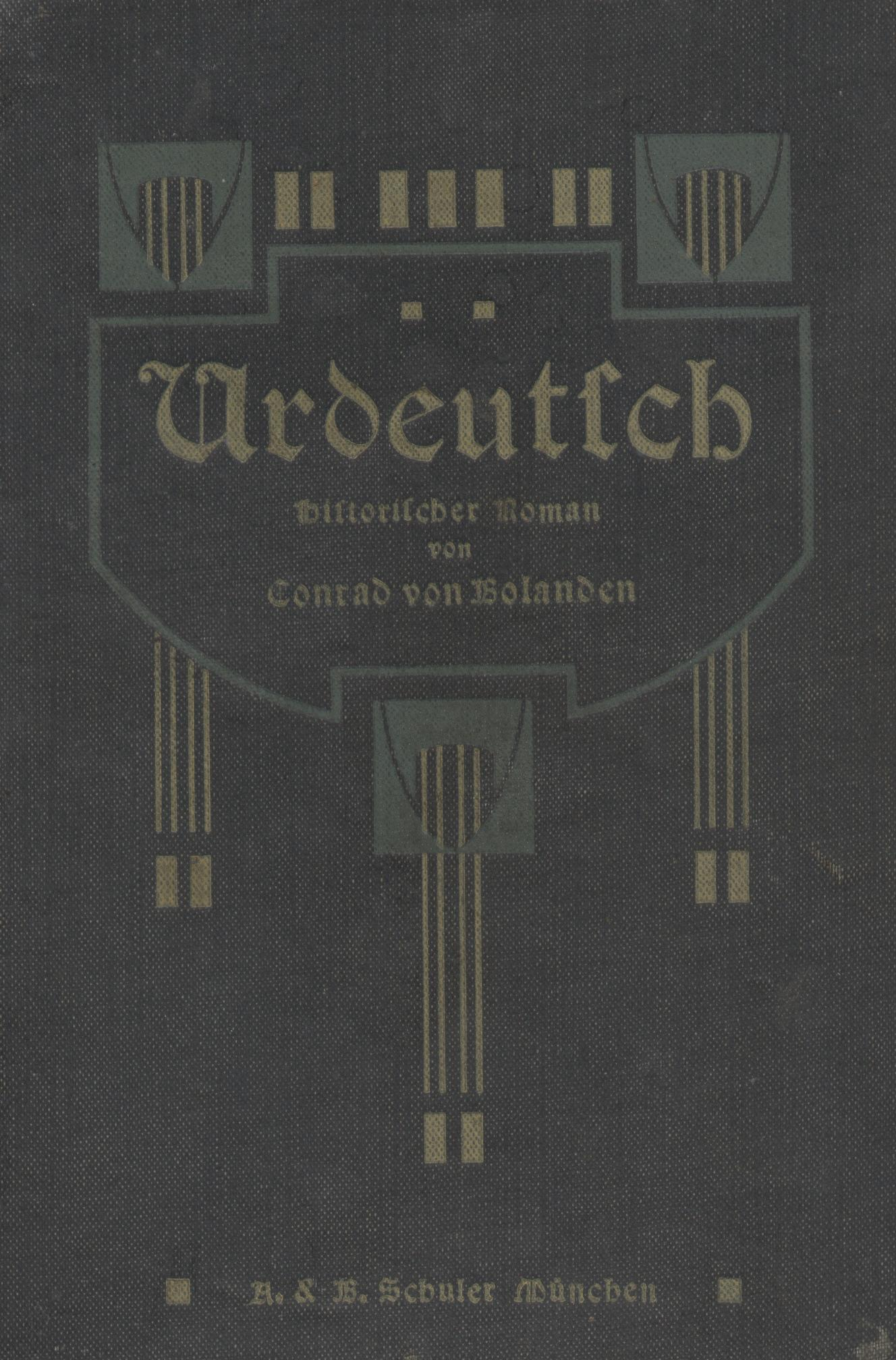
Conrad von Bolanden "Urdeutsch", um 1900, Erstauflage erschien 1875

Oftmals sind Bischoffs Erzählungen von einer frappierenden Weitsicht geprägt. In seinem Roman „Urdeutsch“ z. B. bekämpft er die Verherrlichung des Germanentums von alldeutscher und deutschnationaler Seite. Held des Romans ist St. Martin, der am Rhein missioniert und anhand der Germania von Tacitus lässt er alle dort beschriebenen – oftmals recht schockierenden Gebräuche – der heidnischen "Urdeutschen" lebendig werden. Der Roman, zwei Menschenalter vor der Vergötzung des Germanentums im NS-Staat verfasst, hat fast prophetisch anmutende Passagen. So schreibt Joseph Eduard Bischoff u. a. im Epilog:

„ Wenn man sagen kann:, Lieber keine Schulen als solche von Schulschwestern und Schulbrüdern’ so kann man auch sagen:, Lieber zurück in die Barbarei, als Gesittung und Tugendgröße des Christentums’. Und die barbarenfreundlichen Philosophen des Unglaubens sind wirklich von der nahen Heimkehr menschenfressender Götzen ebenso überzeugt, wie von dem bevorstehenden Untergang des Christentums. Die alten Heidengötter, sagen sie, welche das Kind von Bethlehem von ihren Thronen gestürzt und verbannt hat, regen sich und erheben das Haupt. Sie fordern die Herrschaft zurück und rütteln an dem Felsen den die Pforten der Hölle nicht überwältigen sollen. Sie kämpfen aus der Tiefe herauf und ihr Schlachtruf hallt durch die Wissenschaft, Poesie und Kunst unserer Tage. Wer möchte dies bestreiten?“

In seinem Roman Die Schwarzen und die Rothen (1868) beschreibt Bischoff den (siegreichen) Kampf der Katholiken gegen die „Kräfte des Fortschrittes und der Loge“. Darin entwirft er u. a. in antisemitischer Weise ein Zerrbild von Juden als Gefahr und als Träger der von ihm bekämpften Prozesse, da sie in seiner Schilderung der katholischen Kirche offen und verdeckt zu schaden versuchen. Diese zeitbedingte Sicht ist besonders auf den Badischen Kulturkampf zurückzuführen, in dem die Hauptakteure der Gegenseite fast alle der Freimaurerbewegung angehörten und ihre Unterstützer nicht selten jüdischen Glaubens waren. Dennoch muss man sagen, dass sich eine gewisse antisemitische Grundhaltung – offen oder verdeckt – durch viele von Bischoffs Werken zieht. In dem Buch Die Schwarzen und die Rothen beschreibt der Schriftsteller auch eingehend den sogenannten Mannheimer Kasinosturm (1865), als typisches Ereignis des Badischen Kulturkampfs.
Obwohl er sich mit seinem Bischof Nikolaus von Weis, der ihn in den Ruhestand geschickt hatte, nicht aufs beste verstand, setzte er ihm dennoch ein kleines literarisches Denkmal. Dem Prälaten in seinem Roman „Die Aufgeklärten“, 1864, gibt Eduard Bischoff deutlich erkennbar die Züge seines wirklichen Oberhirten Nikolaus von Weis und bezeichnet ihn dort wegen dessen sprichwörtlicher Gastfreundschaft und Mildtätigkeit als den „Gastwirt zum Goldenen Kreuz, welchen die Armen ihren Vater nennen.“ (Franz Xaver Remling, Biographie Nikolaus von Weis, I. Band, 1871).
Im „Lexikon Pfälzer Persönlichkeiten“ resümiert der Herausgeber, Schulrektor Viktor Carl, 1998 über Bischoff: „Seine Arbeit fand nicht die gebührende Würdigung durch die Regierung und durch seinen Oberhirten.“
Eine (unvollständige) Übersicht über die Romane Bischoffs (teils mit Kurzbeschreibung) findet sich in der Datenbank Projekt Historischer Roman der Universität Innsbruck.